# PP Carinae
PP Carinae (p Car) – gwiazda w gwiazdozbiorze Kila, znajdująca się w odległości około 483 lat świetlnych od Słońca.

## Nazwa
PP Carinae to oznaczenie tej gwiazdy jako gwiazdy zmiennej. Ma ona także oznaczenie Bayera p Carinae (małą literą; P Carinae to inna gwiazda).

## Charakterystyka
Jest to gorąca błękitna gwiazda ciągu głównego należąca do typu widmowego B. Ma temperaturę 18 100 K i jest 5250 razy jaśniejsza od Słońca. Jej promień jest 7,4 raza większy niż promień Słońca, a masa 7,1–7,6 raza większa niż masa Słońca. Etap syntezy wodoru w hel w jądrze tej gwiazdy dobiega końca, później stanie się ona olbrzymem i zakończy życie odrzuciwszy otoczkę, jako biały karzeł o dużej masie. Jest to szybko rotująca gwiazda zmienna typu Gamma Cassiopeiae, otoczona przez dysk materii. Jeżeli jej oś obrotu jest nachylona względem kierunku obserwacji pod kątem 67°, jak sugeruje jedna z prac, to prędkość obrotu na równiku osiąga wartość 329 km/s i gwiazda obraca się wokół osi w nieco ponad dobę.